# Dapanji

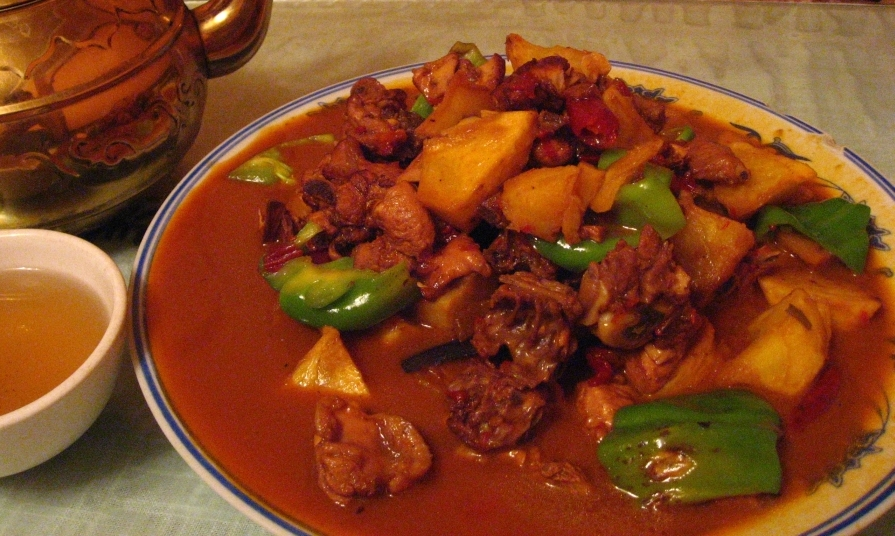
Một đĩa dapanji được phục vụ ở Ürümqi

Dapanji (tiếng Trung: 大盘鸡; bính âm: Dàpánjī; nghĩa đen 'đĩa gà lớn') hoặc toxu qordiqi (tiếng Uyghur: تۇخۇ قوردىقى, чоң тәхсә тоху қорумиси; hay còn được đọc là qong təhsə tohu ⱪorumisi), là một món súp gà hầm phổ biến, có nguồn gốc từ Tân Cương, Trung Quốc.

## Từ nguyên
Dapanji có nghĩa là "đĩa gà lớn" trong tiếng Trung Quốc. Còn trong tiếng Duy Ngô Nhĩ, chong (چوڭ, Чоң, qong) nghĩa là "lớn", texse (تەخسە, Тәхсә, təhsə) mang nghĩa là "đĩa", toxu (توخۇ, Тоху, tohu) nghĩa là "gà" và qorumisi (قورۇمىسى, Қорумиси, ⱪorumisi) nghĩa là "chiên".

## Lịch sử ra đời
Dapanji lần đầu được xuất hiện tại Sa Loan cuối những năm 1980. Món ăn trở nên phổ biến ở Tân Cương từ giữa đến cuối những năm 1990. Nó được cho là đã được phát minh ở Sa Loan, phía bắc Tân Cương, bởi một người di cư từ Tứ Xuyên, đã trộn ớt với thịt gà và khoai tây để cố gắng tái tạo hương vị của Tứ Xuyên. Mặc dù Sa Loan thường được coi là nơi xuất xứ của món ăn, nhưng cũng có những tuyên bố về nguồn gốc khác, bao gồm cả phát minh của một người ở tỉnh Hồ Nam tại Hồ Chaiwopu gần Ürümqi. Một số người tin rằng món ăn ban đầu được phục vụ trong một số đĩa nhỏ hơn, nhưng sau đó, một đĩa lớn hơn đã được thay thế, điều này đã tạo nên tên gọi của nó. Món ăn này được các chủ nhà hàng dọc theo đường cao tốc Tân Cương phục vụ như một món ăn nhanh cho những tài xế xe tải thường đến vào thời điểm bất thường trong ngày. Hương vị đậm đà và ngon miệng của nó nhanh chóng khiến món ăn trở thành món ăn được yêu thích trong vùng và sau đó món ăn này lan rộng ra phần còn lại của Trung Quốc.

## Nguyên liệu và chuẩn bị
Những nguyên liệu chính của món ăn bao gồm thịt gà, ớt chuông và khoai tây, được nấu cùng với hành tây, tỏi, gừng, ớt, bột thì là Ai Cập, đại hồi, tiêu Tứ Xuyên, dầu ăn, hoặc cũng có thể là xì dầu và bia.
Thịt gà được cắt thành từng miếng vừa ăn (thường không rút xương), xào với gia vị và rau củ thái nhỏ rồi ninh trong nước dùng, mang đến món hầm có vị mặn và cay. Nó thường được phục vụ với laghman (sợi mì to, dài được làm thủ công bằng tay; được gọi là latiaozi hoặc kudaimian ở Trung Quốc) và được chia sẻ bởi gia đình và bạn bè một cách cộng đồng.
Các biến thể khác của món ăn có thể được phục vụ với nan (馕包大盘鸡), một loại bánh mì chủ yếu được tiêu thụ rộng rãi ở Tân Cương, thường được nướng hoặc quay trong các nhà hàng Tân Cương và những nơi khác. Với nước sốt, bánh mì trở nên rất mềm và ẩm, tạo ra kết cấu thơm ngon, tan chảy trong miệng.